# Lochnagar
Lochnagar är ett berg i Storbritannien.   Det ligger i kommunen Aberdeenshire och riksdelen Skottland, i den norra delen av landet, 600 km norr om huvudstaden London. Toppen på Lochnagar är 1 155 meter över havet.
Terrängen runt Lochnagar är huvudsakligen kuperad. Runt Lochnagar är det mycket glesbefolkat, med 2 invånare per kvadratkilometer. Närmaste större samhälle är Ballater, 16,0 km nordost om Lochnagar. I omgivningarna runt Lochnagar växer i huvudsak blandskog.